# Трёхмерная топология
Трёхмерная топология — раздел топологии, посвященный изучению трёхмерных многообразий. Относится к маломерной топологии.

## Введение
Многие математические явления в размерности три могут разительно отличаться от явлений в других размерностях. По этой причине в трёхмерной топологии преобладают довольно специализированные методы. Эта особенность привела к открытию тесных связей с множеством других областей, таких как теория узлов, геометрическая теория групп, гиперболическая геометрия, теория чисел, теория Тейхмюллера, топологическая квантовая теория поля, калибровочная теория, гомологии Флоера и дифференциальные уравнения в частных производных.
Ключевой идеей трёхмерной топологии является рассмотрение поверхностей, вложенных в трехмерные многообразия. Такие поверхности можно привести в специальные положения, что порождает идею несжимаемости и теорию многообразий Хакена. Кроме того, их дополнение можно выбрать как можно более красивым, что приводит, например, к разбиению Хегора, которое является полезным инструментом для описания многообразия. Также плодотворной идеей является рассмотрение вложенных в трехмерные многообразия двумерных полиэдров, которое приводит к теории спайнов.
Фундаментальные группы трехмерных многообразий отражают многие их геометрические и топологические свойства. Таким образом, наблюдается взаимодействие между теорией групп и топологическими методами.
В целом, вместе с фундаментальной группой стандартные топологические инварианты, такие как группы гомологий и когомологий, дают много информации о структуре трёхмерных многообразий. Кроме того, в трёхмерной топологии полезными оказываются и характеристики иной природы, например квантовые инварианты, такие как инварианты Тураева — Виро.
Во многих случаях на трёхмерных многообразиях можно ввести дополнительную структуру в виде одной из восьми модельных геометрий. Наиболее распространенной геометрией является гиперболическая. Часто оказывается плодотворным использование геометрии вместе с другими методами, таким как метод несжимаемых поверхностей.
Согласно теореме Мойза, в размерности три гладкие, топологические и кусочно-линейные категории эквивалентны, поэтому обычно не заостряют внимание на разнице между топологическими, гладкими и кусочно-линейными трехмерными многообразиями, а также соответствующими типами отображений.

## Основные результаты теории

### Теорема Мойза
Теорема Мойза гласит, что в размерности три гладкие, топологические и кусочно-линейные категории эквивалентны. Доказана Эдвином Мойзом.
Из теоремы следует, что любое топологическое трёхмерное многообразие обладает единственными кусочно-линейной и гладкой структурами. В связи с этим в трёхмерной топологии обычно не заостряют внимание на разнице между топологическими, гладкими и кусочно-линейными многообразиями, а также соответствующими типами отображений.
Одним из следствий теоремы Мойза является возможность триангулировать произвольное трёхмерное многообразие. Наличие триангуляции, в свою очередь, гарантирует наличие разбиения Хегора у произвольного компактного трёхмерного многообразия.

### Теорема о примарном разложении
Многообразие называется простым или примарным, если в любом его разложении в виде связной суммы двух многообразий одно из них является им самим, а второе — сферой той же самой размерности.
Теорема о примарном разложении для трёхмерных многообразий гласит, что любое компактное ориентируемое трёхмерное многообразие может быть единственным образом представлено в виде связной суммы простых. Доказана Хельмутом Кнезером и Джоном Милнором.

### Принцип конечности Кнезера — Хакена
Принцип конечности гласит, что для любого компактного трёхмерного многообразия существует такая константа, что любой набор из замкнутых, существенных, двусторонних поверхностей в нём, число которых превосходит эту константу, содержит параллельные элементы. Кроме того, если многообразие замкнуто, в качестве такой константы подойдёт удвоенное число тетраэдров в любой триангуляции многообразия.
Из данного принципа, в частности, следует существование примарного разложения для компактных трёхмерных многообразий.
Теорема доказана Хельмутом Кнезером и Вольфгангом Хакеном.

### Теоремы о петле и о сфере
Теоремой о петле называется утверждение об отображениях дисков в трёхмерные многообразия.
Первая её часть гласит, что если простая замкнутая кривая в крае трёхмерного многообразия ограничивает в этом многообразии диск с особенностями, то она ограничивает и вложенный, несингулярный диск. Данное утверждение называется леммой Дена в честь предложившего его доказательство Макса Дена.
Вторая часть теоремы о петле, тесно связанная с первой, гласит, что если к краю ориентируемого многообразия можно прикоснуться диском с особенностями вдоль нестягиваемой по краю петли, то можно прикоснуться и вложенным диском с тем же свойством.
Данная теорема является полезным техническим инструментом в трёхмерной топологии. Например, из неё следует, что отличная от сферы и диска собственная ориентируемая поверхность в ориентируемом трёхмерном многообразии является несжимаемой тогда и только тогда, когда индуцированный вложением этой поверхности в многообразие гомоморфизм фундаментальных групп инъективен. Кроме того, из её первой части, то есть леммы Дена, следует, что если группа узла является бесконечной циклической, то такой узел тривиален.
Теорема о сфере предоставляет условия, при которых элемент второй гомотопической группы трёхмерного многообразия может быть представлен вложенной сферой.
Теоремы о петле и о сфере были доказаны Христосом Папакирьякопулосом в 1956 году.

### Теоремы о кольце и о торе
Теорема о кольце гласит, что если две непересекающиеся простые замкнутые кривые на границе трёхмерного многообразия гомотопны, то они ограничивают собственно вложенное кольцо.
Многообразие называется неприводимым, если любая двумерная сфера в нём ограничивает шар по одну из сторон.
Теорема о торе гласит, что если компактное неприводимое трехмерное многообразие с непустым краем допускает негомотопное нулю отображение тора, то оно допускает существенное вложение либо тора, либо кольца.

## Некоторые классы трёхмерных многообразий
- Граф многообразия[англ.]
- Многообразия Хакена
- Гомологические сферы
- Гиперболические многообразия[англ.]
- Расслоения на отрезки[англ.]
- Дополнения узлов и зацеплений
- Линзовое пространство
- Расслоения Зейферта, расслоения на окружности
- Сферические многообразия[англ.]
- Расслоения над окружностью[англ.] и торические расслоения[англ.]